# Bursit
Bursit är ett sjukdomstillstånd av inflammation i bursa, det vill säga i slemsäckar i lederna eller under musklerna. Bursit uppkommer typiskt i leder som ofta ansträngs och utsätts för repetitiva rörelser, exempelvis armbågar, knän, höfter och axlar.
Bursit kännetecknas av smärta, rodnad och svullnad, och av att smärtan förvärras av att använda leden (artralgi) eller muskeln (myalgi) eller att vidröra det drabbade området. Inflammationen uppstår efter fysisk överansträngning eller efter skada. Överansträngning är vanligt vid fetma och efter att man hastigt ändrat sina träningsvanor exempelvis inför ett maratonlopp. Den kan uppkomma plötsligt eller smygande, beroende på vad orsaken är. Inflammationen gör området stelt och svårt att använda. Vid snabbt debuterande bursit kan den ha orsakats av inlagringar av kalcium. Feber är ovanligt, och är när det förekommer ett tecken på att personen behöver söka sjukvård. Personer yngre än 40 drabbas sällan. Risken för att insjukna ökar av vissa sjukdomar, såsom psoriasis, gikt, sjukdomar i sköldkörteln, reumatism, andra inflammationer, och av vissa läkemedel.
Bursiten brukar definieras efter var den uppkommer. Exempel på bursiter är reumatoid bursit, giktbursit, prepatellarbursit ("skurgummeknän"), pes anserinus-bursit, olekranonbursit, ischiasbursit, subakromialbursit, och trokanterbursit. Infektioner av exempelvis gonokocker kan leda till bursit (gonokockbursit).